# Rhysodidae
Rhysodidae zijn een familie van kevers. De familie is voor het eerst wetenschappelijk beschreven in 1840 door Laporte.

## Taxonomie
De familie is als volgt onderverdeeld:
- Tribus Leoglymmiini Bell and Bell, 1978
- Tribus Dhysorini Bell and Bell, 1978
- Tribus Medisorini Bell and Bell, 1987
- Tribus Rhysodini Laporte, 1840
- Tribus Clinidiini Bell and Bell, 1978
- Tribus Omoglymmiini Bell and Bell, 1978
- Tribus Sloanoglymmiini Bell and Bell, 1991